# Breaking the Girl
Breaking the Girl är en låt av Red Hot Chili Peppers. Den släpptes som singel och återfinns på albumet Blood Sugar Sex Magik, utgivet 1991. Låten "Fela's Cock" utgör singelns B-sida.